# Condado de Johnson (Kentucky)
O Condado de Johnson é um dos 120 condados do Estado americano de Kentucky. A sede do condado é Paintsville, e sua maior cidade é Paintsville. O condado possui uma área de 684 km² (dos quais 6 km² estão cobertos por água), uma população de 23 445 habitantes, e uma densidade populacional de 35 hab/km² (segundo o censo nacional de 2000). O condado foi fundado em 1843. O condado proíbe a venda de bebidas alcoólicas.